# Pat Quinn (Eishockeyspieler)
John Brian Patrick „Pat“ Quinn (* 29. Januar 1943 in Hamilton, Ontario; † 23. November 2014 in Vancouver, British Columbia) war ein kanadischer Eishockeyspieler und -trainer sowie General Manager. Während seiner aktiven Karriere als Spieler bestritt er zwischen 1968 und 1977 insgesamt 617 Spiele für die Toronto Maple Leafs, Vancouver Canucks und Atlanta Flames in der National Hockey League auf der Position des Verteidigers. Anschließend trainierte Quinn die Philadelphia Flyers, Los Angeles Kings, Vancouver Canucks, Toronto Maple Leafs und Edmonton Oilers. Bei beiden letzteren fungierte er auch als General Manager. Auf internationaler Ebene gewann Quinn zahlreiche Titel mit der kanadischen Nationalmannschaft, darunter der Gewinn der Goldmedaille bei den Olympischen Winterspielen. Im Jahr 2016 wurde er posthum in die Hockey Hall of Fame aufgenommen.

## Karriere
Pat Quinn spielte zu seiner aktiven Zeit unter anderem für die Vancouver Canucks und die Atlanta Flames als Verteidiger in der National Hockey League. 1977 beendete er seine Spielerkarriere und wurde im selben Jahr als Assistenztrainer der Philadelphia Flyers tätig. Diesen Posten bekleidete der Kanadier lediglich kurze Zeit und besuchte im Anschluss die Widener University. Nach seinem Abschluss dort wurde er Cheftrainer der Philadelphia Flyers und führte sie in der Saison 1979/80, in seiner ersten Spielzeit, ins Stanley-Cup-Finale, in dem sie den New York Islanders unterlagen. Quinn wurde für seine Leistung mit dem Jack Adams Award für den besten Trainer ausgezeichnet.
Quinns nächste Trainerstation einige Jahre später waren die Los Angeles Kings, bei denen er bis 1987 blieb. Im selben Jahr wurde er General Manager der Vancouver Canucks, bei denen er 1991 zugleich auch den Trainerposten übernahm. Die Canucks verbesserten sich stark, gewannen den Titel in ihrer Division und brachten Quinn so seinen zweiten Jack Adams Award ein. 1994 führte er seine Mannschaft ins Stanley-Cup-Finale, unterlag jedoch den New York Rangers. Nach diesem Erfolg gab Quinn das Amt des Trainers auf und konzentrierte sich bis 1998 auf seine Aufgaben als General Manager. Im selben Jahr wechselte er als Cheftrainer zu den Toronto Maple Leafs, die er auch binnen einer Saison von den hinteren Rängen der Liga in die Playoffs, in diesem Fall in das Conference-Finale, führte. Quinn war damit wieder ein Aspirant für den Jack Adams Award, der ihm aber dieses Mal versagt blieb. Als Belohnung für seine gute Leistung wurde er von den Leafs zusätzlich zum General Manager ernannt. Unter ihm erreichten die Leafs in den letzten Jahren jede Saison die Playoffs, der Triumph im Stanley Cup blieb ihnen jedoch versagt.
Quinn wurde 2002 dazu auserwählt, die kanadische Nationalmannschaft für die Olympischen Winterspiele 2002 in Salt Lake City zu trainieren. Unter seiner Führung gelang den Kanadiern, was ihnen seit 1952 versagt geblieben war: Sie gewannen olympisches Gold, wobei sie im Finale des Turnieres die USA besiegten. Zwei Jahre später führte Quinn das Team Canada ebenfalls zu Gold bei der Weltmeisterschaft, dem ersten für Kanada seit mehr als zehn Jahren.
Auch bei den Olympischen Winterspielen 2006 in Turin vertraute man Quinn das kanadische Nationalteam an. Die Kanadier schieden jedoch im Viertelfinale gegen Russland aus. Auch mit den Toronto Maple Leafs in der NHL hatte Quinn 2006 weniger Erfolg: Die Mannschaft erreichte die Playoffs nicht, woraufhin Quinn entlassen wurde.
2006 wurde er zum Trainer des Team Canada für den 80. Spengler Cup berufen. Dort betreute er ein Team, welches sich aus in Europa (insbesondere in der Schweiz) spielenden Eishockeyspielern und Spielern aus der nordamerikanischen American Hockey League zusammensetzte. Mit ebendiesem Team erreichte er das Finale, bei dem er allerdings dem Gastgeber HC Davos unterlag. Im September 2008 wurde er als neuer Trainer der kanadischen U20-Nationalmannschaft vorgestellt, mit der er 2009 in Ottawa den Weltmeistertitel errang. Im Mai 2009 kehrte er als Trainer der Edmonton Oilers in die National Hockey League zurück, trat allerdings im Juni 2010 von dieser Funktion zurück.
Pat Quinn starb am 22. November 2014 in einem Krankenhaus in Vancouver an den Folgen einer langjährigen Herzerkrankung im Alter von 71 Jahren.
Für sein Lebenswerk wurde Pat Quinn wenige Monate nach seinem Tod am 17. März 2015 in der Rogers Arena geehrt. Im Rahmen des Spiels gegen die Philadelphia Flyers wurde die bisherige Abbott Street in Pat Quinn Way umbenannt. Vor Spielbeginn fand zudem eine Ehrung mit zahlreichen Ehrengästen auf dem Eis statt. Aufgrund des Datums und der Vorliebe Quinns für diese Tradition standen die Feierlichkeiten unter dem Motto des Saint Patrick’s Day.
Posthum wurde er 2016 in die Hockey Hall of Fame aufgenommen.

## Erfolge und Auszeichnungen

### Als Spieler
- 1963 Memorial-Cup-Gewinn mit den Edmonton Oil Kings

### Als Trainer
| - 1980 Jack Adams Award - 1986 Bronzemedaille bei der Weltmeisterschaft - 1992 Jack Adams Award - 2002 Goldmedaille bei den Olympischen Winterspielen | - 2004 Goldmedaille beim World Cup of Hockey - 2008 Goldmedaille bei der U18-Junioren-Weltmeisterschaft - 2009 Goldmedaille bei der U20-Junioren-Weltmeisterschaft |

### Sonstiges
- 2015 Order of Hockey in Canada (posthum)
- 2016 Aufnahme in die IIHF Hall of Fame (posthum)
- 2016 Aufnahme in die Hockey Hall of Fame (posthum)

## Karrierestatistik
(Legende zur Spielerstatistik: Sp oder GP = absolvierte Spiele; T oder G = erzielte Tore; V oder A = erzielte Assists; Pkt oder Pts = erzielte Scorerpunkte; SM oder PIM = erhaltene Strafminuten; +/− = Plus/Minus-Bilanz; PP = erzielte Überzahltore; SH = erzielte Unterzahltore; GW = erzielte Siegtore; 1 Play-downs/Relegation; Kursiv: Statistik nicht vollständig)